# 宣萱
宣萱（英語：Jessica Hester Hsuan，1970年8月18日—），原籍上海，於香港及英國成長，香港女演員，前無綫電視藝人兼四大花旦之一。現為古天樂旗下經理人公司藝員。曾奪得1999年萬千星輝賀台慶「最佳女主角」獎及紅星大獎2025最佳女主角。

## 背景

### 早年生活
宣萱的英文名“Jessica”是爸爸替她取的，“Hester”是媽媽給她另外取的一個名字，英文全名為：Jessica Hester Hsuan。而中文名稱「宣萱」亦母親翻查字典時所改，其表姨丈為製作人蔡和平。宣萱在九龍塘成長，有一名年長兩年的兄長，母親任職航空公司文員。宣萱儿时先後就读瑪利諾修院學校小學部上午校和香港培道中學，十三歲的时候前往英國留學，定居多佛（到埗第一年）與布萊頓（入讀大學前），就讀英國南部女子寄宿學校罗丁中学（Roedean School）。1992年毕业于倫敦大學帝國理工學院（Imperial College London, University of London），并获得材料工程學學士學位。她在香港讀書期間成績一般。喜歡看粵語長片但沒有接觸戲劇活動。由於喜歡科學，所以選讀材料工程學。初次登台板的經驗來自大學階段與倫敦華裔大學生一同參與與組織舞台劇「瘋語」，回港後再次演出同一齣劇，林在山是其中一名參演演員。
1991年，未有工作在身的宣萱回到香港為「瘋語」作公演準備時被星探發掘，拍攝了首個廣告─雀巢咖啡。及後於1992年正式返港發展，因接拍金莎朱古力广告而被無綫電視发掘，且成为無綫合约艺人。其首份工作是主持《K-100通訊站》
資深傳媒人蔡和平是她的表姨丈，她曾在蔡和平結婚當日擔任花女。

## 演藝歷程

### 無綫電視時期
1991年，未有工作在身的宣萱回到香港為「瘋語」作公演準備時被星探發掘，拍攝了首個廣告─雀巢咖啡。及後於1992年正式返港發展，因接拍金莎朱古力广告而被無綫電視发掘，且成为無綫合约艺人。其首份工作是主持《K-100通訊站》。1993年，戲劇組想安排她拍攝電視劇，於是令她參演了首部電視劇集《千歲情人》（在1994年播出），飾演賀千惠一角。同年，首次參演台慶劇《龍兄鼠弟》，飾演葉敏一角。1994年，宣萱首次拍攝長篇的處境喜劇《餐餐有宋家》，開始為人熟識。隨後宣萱參演了《壹號皇庭IV》，飾演能言善辯的律師程若暉（Samantha）一角，漸露頭角，亦取得不俗的收視成績。不少人讚賞宣萱很有專業人士的風格，從而成功開拓其女強人的戲路。隨著第一女主角陳秀雯離巢，宣萱首次於《壹號皇庭V》擔正第一女主角。
1996年是宣萱的轉折期。她於戚其義監製的劇集《天地男兒》飾演為愛而生、為愛而傷的悲劇人物張雪凝（Michelle）一角，與羅嘉良所飾演的徐家立及張智霖飾演的羅子健扮演情侶。劇中她雖然多次被羅嘉良飾演的徐家立傷害，即使與張智霖飾演的羅子健開始交往，內心深處仍放不下徐家立，甚至最後為他自殺，當中她的苦情戲非常到位，從而開始被捧成為當紅的花旦。此劇為當年收視亞軍，而《天地男兒》更被認為港劇商戰中的經典。翌年在《難兄難弟》中飾演六十年代的當紅電影女明星蕭芳芳，以輕鬆幽默的方式演繹1960年代至1970年代的娛樂圈，更為其事業推上巔峰，並首次獲得萬千星輝賀台慶1997的「最佳女角演繹大獎」的提名。隨後宣萱獲監製梁家樹邀請參演台慶劇《美味天王》，飾演活潑開朗、廚藝精湛的梁爽爽一角。
由於《天地男兒》的出色演出，宣萱有機會參演續集《天地豪情》，飾演董若妍（Kelly）一角，雖然當中的戏份不多，但其演出仍然備受觀眾矚目及好評，此劇成為該年度的收視冠軍，最高收視達到46點；而《離島特警》飾演判斷力強的记者王安心一角，第一次演记者角色的她，評價亦不俗。
1999年是宣萱最多產的一年。她於《寵物情緣》、《刑事偵緝檔案4》、《騙中傳奇》及《洗冤錄》的演出都充分顯示宣萱戲路廣闊，每個角色都發揮得淋漓盡致。其中以《刑事偵緝檔案4》及《洗冤錄》的演出得到最大迴響，前者其飾演的毅力驚人、著重感情心理醫生武俏君（Quin）一角於結局篇中決定忍痛割愛、在醫院與古天樂分別的那場戲，讓不少觀眾感到可惜，而古宣兩人由那時開始被認定為最佳螢幕情侶組合，亦令其成為當年視后的大熱門人選，最終不負群眾所望，於萬千星輝賀台慶1999奪得「最佳女主角」殊榮，成為香港視后；後者扮演不愛束縛、行事我行我素、帶有皇室血統的扒手「唐思」，與歐陽震華繼《壹號皇庭》再次合作，收視不俗，並憑此劇第三度入圍萬千星輝賀台慶2000的「最佳女主角」。
2000年，宣萱在《雷霆第一關》飾演的海關關員馮滿芬，獲得好評，成功奪得「萬千星輝賀台慶2000」的「我最喜愛的電視角色」及第四度入圍萬千星輝賀台慶2000的「最佳女主角」（最後五強）。
2001年，宣萱與古天樂三結戲緣，繼《寵物情緣》、《刑事偵緝檔案IV》後再度於台慶劇《尋秦記》合演情侶，此劇再次為其事業創上高峰。宣萱成功將烏庭芳敢愛敢恨的形象演繹得淋漓盡致，其咬着玫瑰跳舞那一段到現在仍為不少觀眾印象難忘，而《尋秦記》亦為當年的收視冠軍、更加紅遍中華地區，成功為其開拓內地市場，並憑此劇第二次奪得「萬千星輝賀台慶2001」的「我最喜愛的電視角色」及連續第三年入圍萬千星輝賀台慶2001的「最佳女主角」（最後五強）。
2002年，宣萱推出了三部作品，分別為《彩色世界》、台慶劇《流金歲月》及年度壓軸劇《戇夫成龍》，均獲得大量好評。先於《彩色世界》中首度挑戰飾演熱愛生命、樂觀的視障人士「林樂兒」，演活了盲人在生活上的徬徨、恐懼，以及憑著意志力及信念而努力生存的積極態度，感化了許多視障人士，令其奪得明報周刊所頒發的「我最支持的演藝動力大獎」。後於台慶劇《流金歲月》中繼《天地男兒》後再度與羅嘉良合演情侶，飾演表面理性堅強、有原則有理想，實則心底非常感性、容易感情用事的檢控官程天藍（Rachel）一角，與羅嘉良的劇情發展更是劇中最大的焦點，最高收視達到43點，並憑此劇第三次奪得「萬千星輝賀台慶2002」的「我最喜愛的電視角色」及連續第四年入圍萬千星輝賀台慶2002的「最佳女主角」（最後五強）。而壓軸劇《戇夫成龍》飾演尖嘴雞老婆仔「凌彩鳳」一角，雖然此劇被放於聖誕新年的炮灰期，但《戇》劇並沒有受影響，更成為目前無綫電視史上平均收視最高的一部電視劇（平均收視達到37點，最高達到46點），她與郭晉安的搞笑演出、與甘草演員盧宛茵的婆媳糾紛以及在大結局向昏迷不醒的丁常旺說出愛的告白仍為不少觀眾難忘，人氣迅速爆漲的宣萱獲不少觀眾大力支持其奪得萬千星輝賀台慶2003及Astro華麗台電視劇大獎2004的「最佳女主角」殊榮，但最後大熱倒灶，只能夠連續第四年入圍萬千星輝賀台慶2002的「最佳女主角」（最後五強）。儘管如此，宣萱仍然憑此劇奪得萬千星輝賀台慶2003的「我最喜愛的電視角色」、Astro華麗台電視劇大獎2004的「我的至愛角色」、以及明報週刊的「演藝動力大獎」和「最突出電視女藝員」。同時，宣萱開始在內地市場的發展，參演了徐熙媛主演的古裝神話劇《倩女幽魂》飾演燕紅葉，其和諸葛流雲這對歡喜冤家忽冷忽熱的搞笑又感動的演出，讓觀眾們看後熱淚盈眶。
2004年，宣萱首度在劇集《一屋兩家三姓人》挑戰母親的角色，飾演主張孩子按其本性自由發展、崇尚自由的母親谷慧庭一角，獲得好評，並入圍萬千星輝賀台慶2004的「最佳女主角」；而在《烽火奇遇結良緣》飾演豪爽、敢愛敢恨、直言的樊梨花，連續第五年奪得萬千星輝賀台慶2004的「我最喜愛的電視角色」及連續第五年入圍萬千星輝賀台慶2004的「最佳女主角」（最後五強）。
2005年，宣萱在劇集《老婆大人》中首次飾演黑白分明、鐵面無私的女法官「高希敏（高官、Honour）」一角，戲中她飾演由一個在外工作的「大女人」，到後來丈夫因為出軌而開始變成關心家庭的「小女人」及面對舊愛的重新追求、以及情敵的連番陷害，當中宣萱成功演活了其不安、不信任、憤怒的情緒，獲得不少觀眾的讚賞。同年《阿旺新傳》的播映，飾演「黃奇鳳（Catherine）」一角、又赢盡觀眾掌聲，繼續延續郭宣的螢幕情侶組合，成為當年無綫電視收視亞軍。兩部劇使宣萱成為當屆萬千星頒獎典禮的最佳女主角的熱門人選，最後宣萱憑著《阿旺新傳》連續第6年入圍萬千星輝賀台慶2005的「最佳女主角」（最後五強），而《老婆大人》則入圍最後十強。

### 無綫電視部頭合約時期
2006年後，宣萱因改簽部頭合約而未能如以前般力捧，但其主演的電視劇中均有青出於藍的表現，例如在劇集《賭場風雲》中宣萱將爛賭婆「李青雲」一角演繹得入型入格，再次被不少觀眾問鼎於萬千星輝頒獎典禮2006的「最佳女主角」殊榮，但卻因劇集仍未播完而未能獲得相關獎項的提名，令不少觀眾認為佘詩曼失去了一個強勁的競爭對手宣萱，大感可惜。儘管如此，宣萱仍然憑此劇第7次入圍萬千星輝頒獎典禮2007 的「最佳女主角」（最後五強）及「我最喜愛的電視女角色」的提名，並憑此劇奪得明報週刊的「我最支持的演藝動力大獎」及《Astro華麗台電視劇大獎2008》的「我的至愛角色」；而在中港合拍劇《歲月風雲》中扮演溫婉、善解人意的車輛廠商設計師「華青瑜（Carmen）」一角十分討好，雖然未能獲得任何獎項的提名，但不少人都認為宣萱的演技完全力憾佘詩曼。2007年，宣萱更憑新加坡劇《Parental Guidance》獲得亞洲電視大獎最佳喜劇女演員的提名。
宣萱以往一直給人一種愛恨分明、性格直爽的女子的感覺，但於2010年首次在林家華監製的家庭爭產劇《掌上明珠》中挑戰亦正亦邪角色，飾演心計頗重、能言善辯的「朱碧霞（二小姐）」一角，被不少網民稱讚其奸得來有冷靜、傲骨的角色，可見宣萱戲路廣闊。下半年主演的台慶劇《刑警》及《施公奇案II》收視不俗，口啤甚佳，當中前者雖然遭到無綫電視冷待，但獲得不少網民讚賞刑警的結局安排得很有深度，而且在國內大受歡迎，優酷網更達到超過千萬的點擊率；後者飾演重情重義的吳君柔一角，獲提名《萬千星輝頒獎典禮2010》的最佳女主角（最後十強）。翌年，在台慶劇《萬凰之王》首度挑戰反派，飾演因多次遭他人陷害而由好轉壞的皇后伊蘭一角，為宣萱首次參演宮廷劇集，演技再次獲得好評，大多觀眾及網民均認為她在劇中的表現完全力壓同劇第二女主角胡杏兒，認為其可以再次角逐視后，但最終居然五強不入，受到爭議。
2012年宣萱與無綫電視約滿後，決定前往電影圈及北上發展，結束與無綫電視逾15年的賓主關係，《飛虎》成為其告別作，亦被視為另一代表作。儘管因其與另一男主角馬德鐘已離巢遭到無綫電視被放於星期六的9：30分-10：30分的炮灰期播放，但無阻到《飛虎》的收視，首週平均收視29點，最高收視30點，成為一周最高收視節目，令宣萱感意外。無綫之後打算邀請宣萱繼續演出續集《飛虎II》；雖然宣萱亦有意參演，但是最終因合約問題辭演，令兩人在劇中的感情未能圓滿。宣萱自此正式離開無綫。

### 北上及自由身時期
2013年，宣萱和婁藝瀟主演的民國愛情劇《愛情悠悠藥草香》播映，在劇中飾演白家大少奶奶馬馥芳，劇中她為奪地位步步為營、不擇手段，其演技再次獲得網民一致讚賞，並令其在2013年國劇盛典奪得觀眾喜愛的角色人物（女）奬。
2015年，宣萱憑電影《我來自紐約》「林淑嫻（Sophia）」一角，奪得第七屆《澳門國際電影節》「最佳女配角」。
2016年，宣萱以自由身形式重返無綫電視，拍攝無綫首部4K電視劇《不懂撒嬌的女人》，此劇於2017年5月播出。宣萱在劇中飾演從事購物商場管理的女高層「凌敏（Mall姐）」，觀眾及網民大讚她演技出色，「Mall姐」一角大受歡迎，宣萱的演技備受讚賞，劇集獲得收視口碑佳績。自劇集播出以來，觀眾都十分關注宣萱與林文龍於劇中的戀情發展，大多觀眾及網民均認為宣萱在劇中的表現完全力壓同劇第二女主角唐詩詠，獲網民在討論區狂讚的宣萱被推舉為民選視后
，宣萱更獲大比數觀眾及網民捧為無綫電視《萬千星輝頒獎典禮2017》「最佳女主角」大熱，呼聲甚高，可惜最終大熱倒灶，不少網民替宣萱感到不值，對賽果大表不滿。但宣萱仍憑此劇奪得《TVB 馬來西亞星光薈萃頒獎典禮2017》「最喜愛TVB女主角」、《微博之星2017》「微博給力電視劇女主角」、《香港電視大獎2017》「女主角獎（劇集）」、《第2屆觀眾在民間電視大奬》「民選最佳女主角」成為4個頒獎典禮視后。
2017年6月13日至2017年7月17日，無綫收費頻道經典台推出《我們的...宣萱》。
2019年，宣萱飾演香港迪士尼樂園「蟻俠與黃蜂女：擊戰特攻！」原創角色林樂詩，成為第一個亞洲的代表能夠演出漫威漫畫角色。宣萱參與100毛與W創作社合作的舞台劇《大辭職日》演出，飾演一名尖酸刻薄的上司。
2020年，宣萱再度以自由身形式重返無綫電視，取代關詠荷及蔡少芬拍攝無綫電視劇《陀槍師姐2021》。該劇一改宣萱以往飾演女強人的戲路，首次飾演怕事膽小害怕開槍但擁有偵探頭腦及有喜感的傻大姐角色「戴安娜（Diana）」。同年，她憑《犯罪現場》榮獲第3屆MOVIE6全民票選電影大獎「全民票選最佳女主角」獎，成為該屆「民選影后」，亦是其從影以來首個影后殊榮。
2024年，宣萱第三度以自由身形式重返無綫電視拍攝無綫電視劇《執法者們》及《巨塔之》。宣萱在《執法者們》中首度飾演獄中戲，更獲網民封為港版「親切的金子」。
2024年，宣萱憑《誰殺了她》獲得《紅星大獎2025》最佳女主角，首次被提名就獲獎，亦係首位奪得這個獎的非新加坡演員。

## 趣聞

### 「御用人質」
自1994年無綫電視劇集《餐餐有宋家》起，宣萱在戏中曾被脅持22次，加上2011年新加坡劇集及1997年電影被脅持了24次，被稱人質王。宣萱2017年重返無綫電視拍劇，笑言在《不懂撒嬌的女人》沒有被脅持，但其後在《使徒行者2》中被脅持，屬於非正式統計第26次。《陀槍師姐2021》運用其御用人質稱號，融入劇情中惡搞，插入脅持劇情。

## 作品

### 電視劇

#### 無綫電視 / 邵氏兄弟
| 首播   | 劇名                                  | 角色                        |
| ------ | ------------------------------------- | --------------------------- |
| 1993年 | 龍兄鼠弟                              | 葉敏                        |
| 1993年 | 不可思議星期二 之 「請借你一用」      | Joanne                      |
| 1993年 | 驚心都市 之「栽花劫」                 | 劉美寶                      |
| 1994年 | 千歲情人                              | 賀千惠                      |
| 1994年 | 黃飛鴻系列之鐵膽梁寬                  | 林秀菁                      |
| 1994年 | 餐餐有宋家                            | 毛芷晴                      |
| 1994年 | 阿SIR早晨                             | 章心怡                      |
| 1994年 | 鎮金女人週記II 之「戀曲三弄」         | 余寶文                      |
| 1995年 | 壹號皇庭IV                            | 程若暉（Samantha）          |
| 1995年 | 天降奇緣                              | 洪絲絲（紅娘）              |
| 1996年 | 天地男兒                              | 張雪凝（Michelle）          |
| 1996年 | 900重案追兇                           | 林茜                        |
| 1997年 | 壹號皇庭V                             | 程若暉（Samantha）          |
| 1997年 | 難兄難弟                              | 邵芳芳（高秀萍）            |
| 1997年 | 美味天王                              | 梁爽爽                      |
| 1998年 | 天地豪情                              | 董若妍（Kelly）             |
| 1998年 | 離島特警                              | 王安心                      |
| 1999年 | 寵物情緣                              | 文穎朗（Wing）              |
| 1999年 | 刑事偵緝檔案IV                        | 武俏君（Quin）              |
| 1999年 | 騙中傳奇                              | 江玉麟                      |
| 1999年 | 洗冤錄                                | 唐思（趙思如）              |
| 2000年 | 夢想成真                              | 張美真                      |
| 2000年 | 雷霆第一關                            | 馮滿芬（Moon）              |
| 2001年 | 尋秦記                                | 烏廷芳/鳳菲                 |
| 2002年 | 彩色世界                              | 林樂兒                      |
| 2002年 | 烈火雄心II                            | 蔡少玲（客串）              |
| 2002年 | 流金歲月                              | 程天藍（Rachel）            |
| 2002年 | 戇夫成龍                              | 凌彩鳳（老婆仔）            |
| 2003年 | 富豪海灣非凡情緣 之「一家一愛情故事」 | 游柔                        |
| 2004年 | 烽火奇遇結良緣                        | 樊梨花                      |
| 2004年 | 一屋兩家三姓人                        | 谷慧庭                      |
| 2005年 | 老婆大人                              | 高希敏（Honor）             |
| 2005年 | 阿旺新傳                              | 黃奇鳳（Catherine、老婆仔） |
| 2006年 | 賭場風雲                              | 李青雲                      |
| 2007年 | 歲月風雲                              | 華清瑜（Carmen）            |
| 2009年 | 老婆大人II                            | 高希敏（Honor）             |
| 2009年 | 廉政行動2009 之「造市」               | 郭悅文（Annie）             |
| 2010年 | 掌上明珠                              | 朱碧霞（二小姐）            |
| 2010年 | 施公奇案II                            | 吳君柔（五夫人、五奶奶）    |
| 2010年 | 刑警                                  | 許文謙（Kim）               |
| 2011年 | 萬凰之王                              | 鈕祜祿·伊蘭（孝全成皇后）   |
| 2012年 | 飛虎                                  | 莊卓嬅（Madam Chong）       |
| 2017年 | 不懂撒嬌的女人                        | 凌敏（Molly、Mall姐）       |
| 2017年 | 使徒行者2                             | 施嘉莉（Scarlett）          |
| 2021年 | 陀槍師姐2021                          | 安娜（Diana）               |
| 2025年 | 執法者們                              | 李雅文                      |
| 2025年 | 巨塔之                                | 董一妍                      |

#### 亞洲電視
| 首播         | 劇名       | 角色 |
| ------------ | ---------- | ---- |
| 2008年7月9日 | 生命有明天 | 顧嵐 |

#### ViuTV
| 首播          | 劇名       | 角色   |
| ------------- | ---------- | ------ |
| 2023年4月17日 | 極度俏郎君 | 陳婉文 |

#### 香港電台
| 首播          | 劇名                         | 角色     |
| ------------- | ---------------------------- | -------- |
| 1992年        | 性本善 之「我要活下去」      | 新聞主播 |
| 2006年5月28日 | 獅子山下 之「水中的故鄉」    | 艾美     |
| 2015年10月3日 | 火速救兵III 之「幸福的聲音」 | 邱麗芳   |
| 2016年4月24日 | 申訴五分鐘                   | Esther   |

#### 新加坡
| 首播          | 劇名                             | 角色         |
| ------------- | -------------------------------- | ------------ |
| 2007年2月8日  | 奉子成婚（Parental Guidance）    | 卓鈴（Ling） |
| 2008年5月20日 | 奉子成婚2（Parental Guidance 2） | 卓鈴（Ling） |
| 2011年8月30日 | 萬福樓（Bountiful Blessings）    | 黃福喜       |
| 2024年1月19日 | 谁杀了她（Kill Sera Sera）       | 邵若雲       |

#### 中國大陸
| 首播           | 劇名                     | 角色             |
| -------------- | ------------------------ | ---------------- |
| 2002年         | 情歸何處                 | 舒羽             |
| 2012年4月19日  | 薛平貴與王寶釧           | 王寶釧           |
| 2012年11月17日 | 刷新3+7 之「彩色星期五」 | 于靜             |
| 2012年11月26日 | 新都市人                 | 胡桃             |
| 2013年         | 天火                     | 華憶蓮           |
| 2013年8月15日  | 愛情悠悠藥草香           | 馬馥芳（大太太） |
| 2018年1月16日  | 吃素的小爸               | 萱萱             |
| 2019年5月6日   | 聽雪樓                   | 華蓮             |
| 2020年5月15日  | 长相守                   | 李柔（花母）     |

#### 其他
| 首播          | 劇名     | 角色            |
| ------------- | -------- | --------------- |
| 2003年6月30日 | 倩女幽魂 | 司馬紅葉/燕紅葉 |
| 2016年9月22日 | 隱世者們 | 韋明            |

### 電視電影
| 首播   | 片名                                 | 角色   |
| ------ | ------------------------------------ | ------ |
| 1993年 | 瑪莉的抉擇（Mary's Choice）          | Mary   |
| 1994年 | 天涯追兇（Burden of Proof）          | 呂潔玲 |
| 1996年 | 虎膽虹威（She Was Married to a Mob） | 譚詠虹 |

### 電影
| 年份   | 片名                                                       | 角色                |
| ------ | ---------------------------------------------------------- | ------------------- |
| 1993年 | 風塵三俠（Tom, Dick and Hairy）                            | 女客                |
| 1993年 | 唐伯虎點秋香（Flirting Scholar）                           | 夏香                |
| 1993年 | 廣東五虎之鐵拳無敵孫中山（The Tigers - Legends of Canton） |                     |
| 1995年 | 夜半1點鐘 之「辮子姑娘」（1:00AM）                         | 阿芝                |
| 1996年 | 阿金（Shun's Story）                                       |                     |
| 1996年 | 孟波（Mr.Mumble）                                          | 惠香                |
| 1997年 | 馬永貞（Hero）                                             | 金鈴子              |
| 1997年 | 擁抱朝陽（Up For The Rising Sun）                          | 童政                |
| 1997年 | 檔案X殺人犯（The Hunted Hunter）                           | 李珊（Susan）       |
| 1999年 | 夜叉（The Masked Prosecutor）                              | 尹子霞（Ada）       |
| 2000年 | 小親親（And I Hate You So）                                | 馬丹莉（Denise Ma） |
| 2016年 | 我來自紐約（The Kid From The Big Apple）                   | 林淑娴（Sophia）    |
| 2016年 | 江湖悲劇（Fooling Around Jiang Hu）                        | Dr.Jessica（客串）  |
| 2016年 | GOOD TAKE! 之「囍宴」                                      |                     |
| 2016年 | 老公要上位                                                 | 王勝男              |
| 2018年 | L風暴（L Storm）                                           | 區嘉雯              |
| 2019年 | 犯罪現場 （A Witness Out Of The Blue）                     | 丁喜悦（Joy）       |
| 2021年 | G風暴（G Storm）                                           | 龐愛瑪（Emma Pong） |
| 2025年 | 哈哈哈新年喜戲（Ha Ha Ha Happy New Year）                  | 蘇花                |
| 待上映 | 尋秦記（Back To The Past）                                 | 烏廷芳              |

### 廣播劇
| 首播   | 劇名                                | 角色  |
| ------ | ----------------------------------- | ----- |
| 2016年 | 光影5號 - 追夢無界限 之「我追我夢」 | Sandy |

### 舞台劇
| 年份   | 劇名     | 角色       | 地點         |
| ------ | -------- | ---------- | ------------ |
| 2019年 | 大辭職日 | 總經理CA姐 | 香港演藝學院 |

### 音樂
| 年代   | 專輯名稱/來源                              | 歌名           |
| ------ | ------------------------------------------ | -------------- |
| 1997年 | 《難兄難弟》電視劇原聲大碟                 | 難兄難弟       |
| 1997年 | 《難兄難弟》電視劇原聲大碟                 | 蝶兒雙雙       |
| 1997年 | 《難兄難弟》電視劇原聲大碟                 | 心相印         |
| 1997年 | 《難兄難弟》電視劇原聲大碟                 | 莫負青春       |
| 1997年 | 《難兄難弟》電視劇原聲大碟                 | 姑娘十八似花嬌 |
| 1997年 | 《難兄難弟》電視劇原聲大碟                 | 情花開         |
| 1997年 | 《美味天王》電視劇原聲大碟                 | Mamma Mia      |
| 1997年 | 《美味天王》電視劇原聲大碟                 | 迷魂陣         |
| 1998年 | 《難兄難弟之時來運到慶新春》舞台劇原聲大碟 | 時來運到       |
| 1998年 | 《難兄難弟之時來運到慶新春》舞台劇原聲大碟 | 春山遊         |
| 1998年 | 《難兄難弟之時來運到慶新春》舞台劇原聲大碟 | 情花開         |
| 1998年 | 《難兄難弟之時來運到慶新春》舞台劇原聲大碟 | 好青年         |
| 1998年 | 《難兄難弟之時來運到慶新春》舞台劇原聲大碟 | 快樂伴侶       |
| 1998年 | 《難兄難弟之時來運到慶新春》舞台劇原聲大碟 | 鵬程萬里       |
| 1998年 | 《難兄難弟之時來運到慶新春》舞台劇原聲大碟 | 扮架勢         |
| 1998年 | 《難兄難弟之時來運到慶新春》舞台劇原聲大碟 | 玉女情         |
| 1998年 | 《難兄難弟之時來運到慶新春》舞台劇原聲大碟 | 永遠是真情     |
| 1998年 | 《難兄難弟之時來運到慶新春》舞台劇原聲大碟 | 難兄難弟       |
| 2005年 | 《阿旺新傳》主題曲                         | 十萬個為什麼   |
| 2005年 | 《阿旺新傳》片尾曲                         | 軟糖           |
| 2021年 | 《G風暴》主題曲                            | 講不出再見     |

### 節目主持/司儀
| 年份        | 節目名                                  |
| ----------- | --------------------------------------- |
| 1993-1994年 | K-100                                   |
| 1997年      | 第一屆全球華人新秀歌唱大賽-香港區選拔賽 |
| 1997年      | 星光熠熠耀保良                          |
| 2005年      | 李英愛全面睇                            |
| 2009年      | 活著 埃塞俄比亞篇                       |
| 2013年      | Petgazine                               |
| 2016年      | 敢創·香港 中文版&英文版                 |
| 2017年      | 不懂撒嬌的女人遇上香港小姐              |
| 2021年      | 環保身開始 英文版旁白                   |
| 2023年      | 社企係咁Run 英文版旁白                  |

## 獎項及提名

### 獲獎
| 年份   | 機構/節目                           | 獎項                                       | 作品               |
| ------ | ----------------------------------- | ------------------------------------------ | ------------------ |
| 1996年 | 壹電視大獎                          | 十大電視藝人 — 第八位                      |                    |
| 1997年 | 娛樂滿天星電視選舉                  | 最受歡迎電視劇集女主角 — 銅獎              | 《難兄難弟》       |
| 1999年 | 萬千星輝賀台慶1999                  | 本年度我最喜愛女主角 — 武俏君              | 《刑事偵緝檔案IV》 |
| 1999年 | 夏娃杂志评选                        | 十大最令人艳羡的香港女性                   |                    |
| 1999年 | 化妝品公司Clarins                   | “十大完美肌肤”活力之星大奖                 |                    |
| 1999年 | 新加坡星洲                          | 最喜爱电视女演员 第一位                    |                    |
| 1999年 | MDR艺人广告价值报告                 | 最受欢迎本地女艺人第3位                    |                    |
| 2000年 | 萬千星輝賀台慶2000                  | 我最喜愛的電視角色 — 馮滿芬                | 《雷霆第一關》     |
| 2000年 | TVB周刊                             | 十大至爱封面人物                           |                    |
| 2000年 | TVB周刊                             | 至合拍封面人物（与汪明荃，蔡少芬，陈妙瑛） |                    |
| 2001年 | 壹電視大獎                          | 十大電視藝人 — 第二位                      |                    |
| 2001年 | 壹電視大獎                          | The Body Shop健康肌膚大獎                  |                    |
| 2001年 | 萬千星輝賀台慶2001                  | 我最喜愛的電視角色 — 烏廷芳                | 《尋秦記》         |
| 2002年 | 壹電視大獎                          | 十大電視藝人 — 第二位                      |                    |
| 2002年 | 壹電視大獎                          | Canon最傑出品味大獎                        |                    |
| 2002年 | 萬千星輝賀台慶2002                  | 我最喜愛的電視角色 — 程天藍                | 《流金歲月》       |
| 2002年 | 演藝動力大獎                        | 我最支持的演藝動力大獎                     | 《彩色世界》       |
| 2002年 | 倫敦國際廣播電視台                  | 十大最喜愛的香港影視紅星 — 第九位          |                    |
| 2002年 | 明報週刊                            | 最優雅生活大獎                             |                    |
| 2002年 | 三週刊                              | 最受歡迎藝人                               |                    |
| 2003年 | 壹電視大獎                          | 十大電視藝人 — 第一位                      |                    |
| 2003年 | 萬千星輝賀台慶2003                  | 我最喜愛的電視角色 — 凌彩鳳                | 《戇夫成龍》       |
| 2003年 | 萬千星輝賀台慶2003                  | 我最喜愛的拍擋（与郭晋安）                 | 《戇夫成龍》       |
| 2003年 | 演藝動力大獎                        | 最突出電視女藝員                           | 《戇夫成龍》       |
| 2003年 | 演藝動力大獎                        | 我最支持的演藝動力大獎                     | 《戇夫成龍》       |
| 2003年 | 無綫電視                            | 长期服务杰出员工荣誉大奖10年金牌           |                    |
| 2003年 | 三週刊                              | 至尊人氣藝人大賞 — 至尊人氣女藝人          |                    |
| 2003年 | 香港半岛                            | 10大笑容最美公众人物                       |                    |
| 2004年 | 萬千星輝賀台慶2004                  | 我最喜愛的電視角色— 樊梨花                 | 《烽火奇遇結良緣》 |
| 2004年 | Astro華麗台電視劇大獎2004           | 我的至愛角色 — 凌彩鳳                      | 《戇夫成龍》       |
| 2004年 | Astro華麗台電視劇大獎2004           | 我最难忘的一幕（与郭晋安）                 | 《戇夫成龍》       |
| 2004年 | Marie Claire                        | ETERNITY OF FAME                           |                    |
| 2005年 | 壹電視大獎                          | 十大電視藝人 — 第三位                      |                    |
| 2005年 | 壹電視大獎                          | 恆豐金至尊 — 最有氣質藝人大獎              |                    |
| 2005年 | 第一届電視劇風雲盛典                | 最受歡迎香港女演員                         |                    |
| 2005年 | Fair Lady美麗約會                   | 最具魅力眼神獎                             |                    |
| 2006年 | 壹電視大獎                          | 十大電視藝人 — 第二位                      |                    |
| 2006年 | 壹電視大獎                          | 金至尊珠寶 — 最具女性美典範大獎            |                    |
| 2006年 | TVB周刊最强人气選舉                 | 10大最强人气电视角色— 高希敏               | 《老婆大人》       |
| 2007年 | 壹電視大獎                          | 十大電視藝人 — 第二位                      |                    |
| 2007年 | 壹電視大獎                          | 金至尊珠寶 — 金至尊珠宝气质女艺人大奖      |                    |
| 2007年 | 演藝動力大獎                        | 我最支持的演藝動力大獎                     | 《赌场风云》       |
| 2007年 | 粤港十年·网娱盛典                   | 最具风尚女演员奖                           |                    |
| 2007年 | i周刊                               | 最i港剧女演员第一位                        |                    |
| 2008年 | Astro華麗台電視劇大獎2008           | 我的至愛角色 — 李青雲                      | 《赌场风云》       |
| 2011年 | 越南DMA                             | 最受歡迎香港女演員                         |                    |
| 2011年 | 越南DMA                             | 最受歡迎香港搭档（与苗侨伟）               | 《刑警》           |
| 2011年 | 越南DMA                             | 最受歡迎电视角色                           | 《掌上明珠》       |
| 2012年 | 越南DMA                             | 最受歡迎电视角色（新加坡台湾区）           | 《万福楼》         |
| 2013年 | 2013国剧盛典                        | 觀眾喜爱女角色大奖 — 马馥芳                | 《爱情悠悠药草香》 |
| 2015年 | 第七屆澳門國際電影節                | 最佳女配角                                 | 《我來自紐約》     |
| 2017年 | 星和無綫電視大獎2017                | 我最喜愛TVB電視女角色 — 凌敏               | 《不懂撒嬌的女人》 |
| 2017年 | TVB 馬來西亞星光薈萃頒獎典禮2017    | 最喜愛TVB女主角 — 凌敏                     | 《不懂撒嬌的女人》 |
| 2017年 | TVB 馬來西亞星光薈萃頒獎典禮2017    | 最喜愛TVB電視角色 — 凌敏                   | 《不懂撒嬌的女人》 |
| 2017年 | 觀眾在民間電視大奬                  | 民選最佳女主角 — 凌敏                      | 《不懂撒嬌的女人》 |
| 2017年 | 香港電視大獎                        | 女主角獎（劇集）— 凌敏                     | 《不懂撒嬌的女人》 |
| 2017年 | 微博之星                            | 給力電視劇女主角 — 凌敏                    | 《不懂撒嬌的女人》 |
| 2017年 | 微博之星                            | 給力荧幕组合（與林文龍）                   | 《不懂撒嬌的女人》 |
| 2017年 | ELLE Style Awards                   | ELLE Spirit Award                          |                    |
| 2017年 | 明周星級企業大獎Elite Awards        | 星級網絡红人大奖                           |                    |
| 2018年 | BELLA MARIA FRANCE                  | 最佳代言人奖                               |                    |
| 2018年 | Harper's BAZAAR 30周年派對          | Bazaar Icons Award                         |                    |
| 2019年 | 面包台《有你共鸣·香港希望》颁奖典礼 | 共鳴电影女主角奖                           | 《犯罪現場》       |
| 2020年 | 第3屆MOVIE6全民票選電影大獎         | 全民票選最佳女主角                         | 《犯罪現場》       |
| 2024年 | 第29届亚洲电视大奖                  | 最佳网络剧女主角                           | 《谁杀了她》       |
| 2024年 | 国剧盛典                            | 国剧杰出演员                               |                    |
| 2025年 | 紅星大獎2025                        | 最佳女主角                                 | 《谁杀了她》       |

### 提名
| 年份   | 機構/節目                 | 獎項                                       | 電視劇             | 結果     |
| ------ | ------------------------- | ------------------------------------------ | ------------------ | -------- |
| 1997年 | 萬千星輝賀台慶1997        | 最佳感人恋情奖（与吴镇宇）                 | 《難兄難弟》       | 最後五強 |
| 1997年 | 萬千星輝賀台慶1997        | 最佳剧中女角演绎                           | 《難兄難弟》       | 最後七強 |
| 1999年 | 萬千星輝賀台慶1999        | 本年度我最喜愛的拍擋（戲劇組）（与古天乐） | 《刑事偵緝檔案IV》 | 最後五強 |
| 2000年 | 萬千星輝賀台慶2000        | 本年度我最喜愛的女主角                     | 《雷霆第一關》     | 最後五強 |
| 2001年 | 萬千星輝賀台慶2001        | 本年度我最喜愛的女主角                     | 《尋秦記》         | 最後五強 |
| 2002年 | 萬千星輝賀台慶2002        | 本年度我最喜愛的女主角                     | 《流金歲月》       | 最後五強 |
| 2002年 | 演藝動力大獎              | 最突出電視女藝員                           | 《彩色世界》       | 最後五強 |
| 2003年 | 萬千星輝賀台慶2003        | 本年度我最喜愛的女主角                     | 《戇夫成龍》       | 最後五強 |
| 2004年 | 萬千星輝賀台慶2004        | 本年度我最喜愛的女主角                     | 《烽火奇遇結良緣》 | 最後五強 |
| 2005年 | 萬千星輝賀台慶2005        | 最佳女主角                                 | 《阿旺新傳》       | 最後五強 |
| 2005年 | 演藝動力大獎              | 最突出電視女藝員                           | 《老婆大人》       | 最後五強 |
| 2005年 | Astro華麗台電視劇大獎2005 | 我的至愛非一般阿媽                         | 《一屋兩家三姓人》 | 最後五強 |
| 2007年 | 萬千星輝頒獎典禮2007      | 最佳女主角                                 | 《赌场风云》       | 最後五強 |
| 2007年 | 萬千星輝頒獎典禮2007      | 內地觀眾最喜愛TVB女藝人                    |                    | 最後五強 |
| 2007年 | 演藝動力大獎              | 最突出電視女藝員                           | 《赌场风云》       | 最後五強 |
| 2007年 | Astro華麗台電視劇大獎2007 | 我的至爱女主角                             | 《阿旺新傳》       | 最後五強 |
| 2007年 | Astro華麗台電視劇大獎2007 | 我的至愛情侶檔                             | 《阿旺新傳》       | 最後五強 |
| 2007年 | Astro華麗台電視劇大獎2007 | 我最難忘的一幕                             | 《阿旺新傳》       | 最後五強 |
| 2007年 | 亚洲电视大奖              | 最佳喜剧女演员獎                           | 《奉子成婚》       | 提名     |
| 2007年 | 腾讯网星光大典            | 香港年度最受欢迎电视剧女演员               |                    | 最後三強 |
| 2008年 | Astro華麗台電視劇大獎2008 | 我的至愛女主角                             | 《賭場風雲》       | 最後五強 |
| 2008年 | Astro華麗台電視劇大獎2008 | 我的至愛情侶檔（与歐陽震華）               | 《賭場風雲》       | 最後五強 |
| 2008年 | Astro華麗台電視劇大獎2008 | 我最難忘的一幕                             | 《賭場風雲》       | 最後五強 |
| 2008年 | Astro華麗台電視劇大獎2008 | 我最難忘的一吻（与苗僑偉）                 | 《賭場風雲》       | 最後五強 |
| 2012年 | 2012国剧盛典              | 年度网络最受欢迎港台女演员                 | 《飞虎》           | 最後六強 |
| 2017年 | 萬千星輝頒獎典禮2017      | 最佳女主角                                 | 《不懂撒嬌的女人》 | 最後五強 |
| 2021年 | 萬千星輝頒獎典禮2021      | 最佳女主角                                 | 《陀槍師姐2021》   | 提名     |
| 2021年 | 萬千星輝頒獎典禮2021      | 最受歡迎電視女角色                         | 《陀槍師姐2021》   | 提名     |
| 2021年 | 萬千星輝頒獎典禮2021      | 最受歡迎電視搭檔（與陳豪）                 | 《陀槍師姐2021》   | 提名     |
| 2021年 | 萬千星輝頒獎典禮2021      | 馬來西亞最喜愛TVB女主角                    | 《陀槍師姐2021》   | 提名     |
| 2021年 | 觀眾在民間電視大獎        | 民選最佳女主角                             | 《陀槍師姐2021》   | 提名     |
| 2021年 | 觀眾在民間電視大獎        | 民選最佳戲劇搭檔（與陳豪）                 | 《陀槍師姐2021》   | 提名     |

## 外部連結
- HongKong Star Jessica Hsuan Fans Forum（页面存档备份，存于）
- 宣萱的Facebook專頁
- 宣萱的Instagram帳戶
- 宣萱的新浪微博（简体中文）
- 宣萱在互联网电影资料库（IMDb）上的資料（英文）
- 宣萱在香港影庫上的簡介
- 宣萱在豆瓣上的资料（简体中文）
- 宣萱在时光网上的簡介（简体中文）